# 1892 aux échecs
| Années des échecs : 1889 - 1890 - 1891 - 1892 - 1893 - 1894 - 1895    |
| Décennies des échecs : 1860 - 1870 - 1880 - 1890 - 1900 - 1910 - 1920 |

Cet article présente les faits marquants de l'année 1892 aux échecs.

## Championnats nationaux
- Empire allemand : Siegbert Tarrasch remporte le championnat du Congrès[1],[2].
- Canada : William Boultbee remporte le championnat[3].
- Écosse : Daniel Yarnton Mills remporte le championnat[4].
- États-Unis : Solomon Lipschütz remporte la première édition officielle du championnat[5],[6],[7].
- Suisse : Oscar Corrodi et Paul Fahrni remportent le championnat [8].

## Naissances
31 octobre : Alexandre Alekhine champion du monde français d'origine russe.

## Nécrologie
- 1er janvier : Henry Hosmer
- 12 août : Edward Chamier